# Brian Jordan Alvarez
Brian Jordan Alvarez est un acteur, réalisateur et scénariste américain né le 10 juillet 1987 à New York.

## Filmographie

### Acteur

#### Cinéma
- 2009 : Herpes Boy
- 2009 : In the Dark : Alex Emerson
- 2010 : Consent : Seth
- 2016 : The Happys : Patrick
- 2017 : Tout est possible : Ivan
- 2017 : How to Be a Slut in America
- 2018 : Grandmother's Gold : Danny
- 2018 : Stuck : Raymond
- 2018 : The Reason Nobody Likes You
- 2019 : Web Series: The Movie : Dave Stderdt
- 2019 : Simply Having : Remly LaMore
- 2021 : A Spy Movie : Jack Johnson et Evelina
- 2022 : M3GAN : Cole
- 2023 : Boys Who Like Books
- 2025 : M3GAN 2.0 de Gerard Johnstone (en) : Cole

#### Télévision
- 2014-2016 : Go-Go Boy Interrupted : Eliot (8 épisodes)
- 2015 : Hot in Cleveland : Ian (1 épisode)
- 2015 : Life in Pieces : Jorge (1 épisode)
- 2015-2016 : Jane the Virgin : Wesley Masters (4 épisodes)
- 2016 : 2 Broke Girls : Tad (1 épisode)
- 2016 : Man vs Geek : Brian (1 épisode)
- 2017-2019 : Get Shorty : Jayson et Robert (9 épisodes)
- 2018 : Grace et Frankie : Willy (1 épisode)
- 2018-2020 : Will et Grace : Estefan Gloria (13 épisodes)
- 2019 : Special : Shay (1 épisode)
- 2019 : Grand Hotel : Topher (1 épisode)

### Réalisateur
- 2008 : Ted White-Knockelby Pursues the American Dream
- 2011 : A November
- 2011 : Come Visit
- 2012 : Charlie's Gayngels
- 2012 : You Are What I Want
- 2014 : Slushies
- 2014 : Wave
- 2014 : It's Just a Question
- 2015 : Ryan Gosling Responds to Haters
- 2017 : Tout est possible
- 2017 : How to Be a Slut in America
- 2018 : Grandmother's Gold
- 2019 : Web Series: The Movie
- 2016 : The Gay and Wondrous Life of Caleb Gallo : 5 épisodes

### Scénariste
- 2011 : Come Visit
- 2012 : You Are What I Want
- 2014 : It's Just a Question
- 2016 : The Gay and Wondrous Life of Caleb Gallo : 5 épisodes
- 2017 : Tout est possible
- 2017 : How to Be a Slut in America
- 2018 : Grandmother's Gold
- 2019 : Web Series: The Movie
- 2023 : English Teacher
- 2023 : Boys Who Like Books